# 大斜方六面体
大斜方六面体（だいしゃほうろくめんたい、Great rhombihexahedron）とは、一様多面体の一種である。大立方立方八面体の正方形、正三角形を削った図形である。

## 性質
- 構成面： 正方形12枚、正8/3角形6枚
- 辺： 48
- 頂点： 24
- 頂点形状： 4, 8/3, 4/3, 8/5
- ワイソフ記号： 2 4/3 (3/2 4/2) |
- 枠： 切頂六面体
- 双対： Great rhombihexacron

## 同じ枠を持つ立体
- 切頂六面体
- 一様大斜方立方八面体
- 大立方立方八面体